# Домашний
«Домашний» (с 2014 года используется стилизованное написание — «Dомашний») — российский федеральный телеканал, ориентированный на женскую аудиторию от 25 до 59 лет. Принадлежит холдингу «СТС Медиа».
Бизнес-модель «Домашнего» представляет собой телевизионную сеть. Аналоговый сигнал телеканала в настоящий момент распространяется через малое количество региональных партнёров (поскольку с многими из них договор на ретрансляцию был разорван 31 декабря 2019 года в связи с переходом России на цифровое вещание), либо собственными станциями (например, ООО «ТЦ Вечер» в Барнауле, ООО «СТС-Иркутск» в Иркутске, ООО «ТРК РИО» в Тольятти). С 2012 года входит во второй мультиплекс цифрового телевидения (в данном случае лицензия на вещание уже принадлежит не местным вещателям, а непосредственно АО «Новый канал»). Техническое проникновение телеканала на территории РФ по состоянию на 2018 год составляло 96,1 %. Потенциальная аудитория телеканала — более 100 млн человек.
Имеет международную версию — «Домашний International», которая доступна в Республике Беларусь, Молдове, Грузии, Армении, Азербайджане, Казахстане, Киргизии, Монголии, странах Европы, США, Канаде и Австралии.

## История
О планах холдинга «СТС Медиа» на создание телеканала, ориентирующегося на женскую аудиторию, стало известно в начале осени 2004 года — почти сразу после того, как холдинг стал владельцем московского канала «М1», а также петербургского «Невского канала», казанского «ВарианТ» и пермского «Т-8». На протяжении нескольких месяцев, пока в «СТС Медиа» шла подготовка к полноценному запуску их второго телеканала, на «М1» были закрыты почти все прежде выходившие проекты собственного производства, а их место занимали, в основном, советские и зарубежные художественные фильмы. Первые проморолики нового канала стали появляться на «М1» в середине февраля 2005 года. Название «Домашний» новому телеканалу придумал Владимир Ханумян.

### 2005—2014

Первый логотип телеканала «Домашний» (2005—2008)

Телеканал «Домашний» начал своё вещание в 7:00 6 марта 2005 года. Первоначально зона покрытия составляла 40 % территории страны, а потенциальная аудитория насчитывала 45 миллионов россиян. «Домашний» за один год в эфирном пространстве продемонстрировал стремительную динамику роста. В начальный период существования доля аудитории канала составляла 1,3 %, к 2007 году она достигла показателей в 2,0 %. В столице показатели доли изначально составляли 2,6 %, что было меньше, чем у предыдущего вещателя на этой частоте (на последней неделе работы М1 его среднесуточный показатель доли был 3,5 %).
Как и телеканал СТС, «Домашний» ориентировался на семейную аудиторию. Однако в отличие от развлекательного СТС, тематика «Домашнего» была определена как «познавательное, полезное телевидение». В первые годы сетка вещания телеканала составлялась преимущественно из различных тематических программ о медицине, кулинарии, семье, моде, ремонте, путешествиях и животных; также выходили утренний канал «Полезное утро» и дневной канал «Полезный день». Многие программы транслировались в прямом эфире и подразумевали интерактивную связь со зрителями — любой зритель мог позвонить по указанному на экране номеру телефона и задать ведущим или гостям свой вопрос.

Второй логотип телеканала «Домашний» (2008—2010)

В конце нулевых — начале десятых многие телешоу были закрыты (оставлены только самые популярные), а большую часть эфирного времени стали занимать фильмы и сериалы (как зарубежные, так и российские — в основном повторы с других каналов). Наиболее популярным из показываемых сериалов стал скетчком собственного производства «Одна за всех» с Анной Ардовой в главной роли. По словам Марины Хрипуновой, программы прикладного характера, которые лежали в основе сетки вещания «Домашнего» первых лет работы, стали постепенно уходить из сетки вещания канала в связи с тем, что теперь ту полезную информацию, которую давали в таких передачах, можно сразу найти в сети Интернет, а также из-за низких рейтингов просмотра.

Третий логотип телеканала «Домашний» (2010—2013)

31 января 2011 года телеканал «Домашний» перешёл на круглосуточное вещание (до этого практиковались небольшие технические перерывы приблизительно с 6:30 до 7:00 либо с 6:00 до 6:30).

### С 2014 года

Пятый логотип телеканала «Домашний» (2014—2017)

В октябре 2014 года «Домашний» отступил от концепции семейного канала и стал именовать себя сугубо женским. С этого же времени канал стал чаще показывать сериалы собственного производства: среди успешных можно отметить ситком «Сватьи», мелодраму «Двойная сплошная», детектив «Напарницы», российско-турецкую мелодраму «Восток-Запад». Рейтингообразующими сериалами стали также турецкие драмы, выходившие по выходным в 19:00 — «Великолепный век», «Тысяча и одна ночь», «Великолепный век. Империя Кёсем», «Любовь против судьбы», «Моя мама», «Чёрно-белая любовь», «Любовь Мерьем», «Ветреный», «Яркое пламя». Активное развитие на телеканале получили реалити-шоу («Беременные», «Моя свадьба лучше!», «Свадебный размер», «Кризисный менеджер») и судебные шоу («По делам несовершеннолетних», «Тест на отцовство», «Давай разведёмся»).
1 февраля 2016 года началось официальное вещание международной версии телеканала «Домашний» — «Домашний International», тестовое вещание которой осуществлялось с февраля 2015 года.
Начиная с сезона 2016/2017 годов, когда канал возглавила программный директор Марина Хрипунова, в дневном эфире появились докудрамы «Понять. Простить» (перешедшая с «Первого канала»), «Реальная мистика», «Порча» и «Знахарка», в эфир вернулся адвокат Павел Астахов в качестве ведущего судебного шоу «По делам несовершеннолетних». Канал продолжает разрабатывать проекты собственного производства — 4-х серийные мелодрамы для прайм-тайма (если в 2016 году в эфире было 4 подобных мини-сериала, то в 2020 году их было выпущено 60) и несколько длинных сериалов-франшиз, один из которых — «Женский доктор». С весны 2020 года стали запускаться специальные линейки мелодрам (например, «Фабрика мелодрам»), в рамках которых 4-серийные мелодрамы выходят по будням (иногда ежедневно) в 19:00. Увеличение производства собственных сериалов ещё в 2017 году позволило отказаться от сериального контента «Первого канала», а с марта 2020 года «Домашний» отказался также и от показа мелодрам телеканала «Россия-1», на которых ранее строил свой прайм-тайм. Зарубежная (кроме турецкой) и советская кинопродукция стала выходить значительно реже, в основном — в праздничные дни.
1 февраля 2019 года телеканал «Домашний» перешёл на формат вещания 16:9. В ноябре 2019 года вещание телеканала было переведено на формат высокой чёткости — он доступен на официальном сайте «Домашнего» и на видеосервисе «More.tv», а также в сетях кабельного и интерактивного телевидения (например, «Ростелеком»).

## Руководство

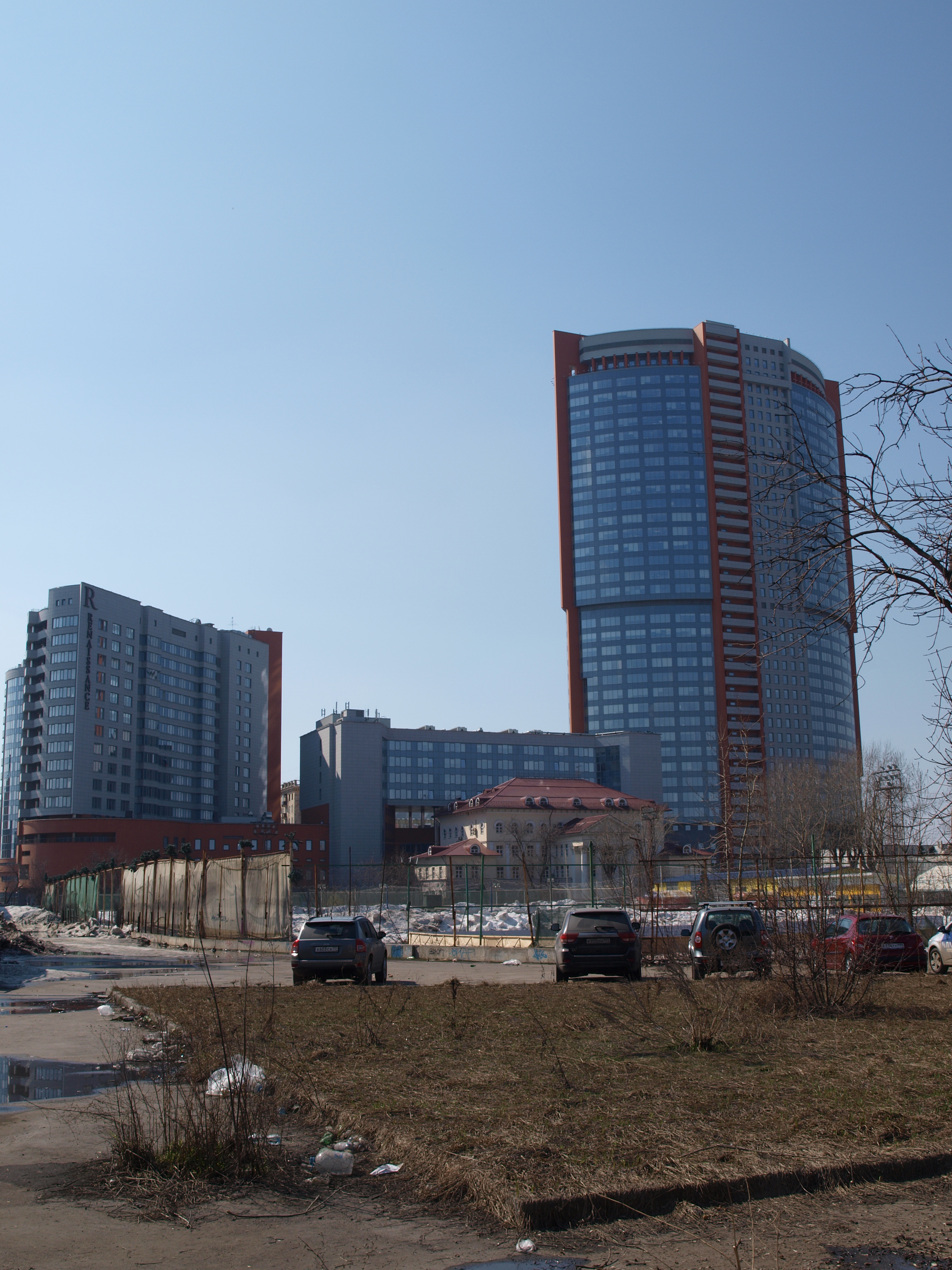
Бизнес-центр «Монарх» (Ленинградский проспект, 31), в котором находятся головные офисы телеканала (31-33 этажи)

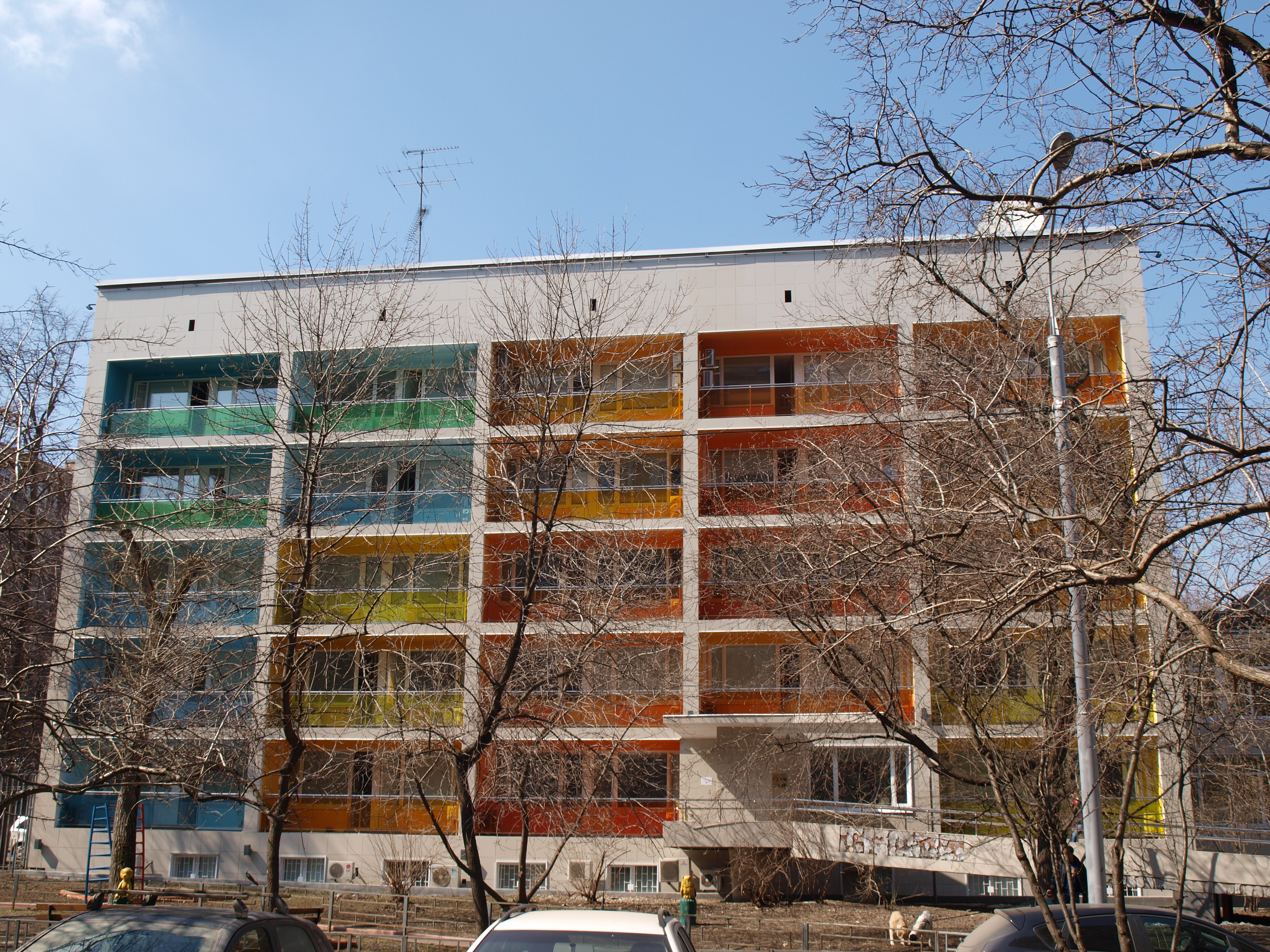
Дом 15 стр. 2 по улице Правды, в котором расположены производственные и вещательные помещения и офисы непосредственной подготовки эфира телеканала Домашний, а также каналов СТС, СТС Love, СТС Kids и Че

### Генеральные директора
- Александр Роднянский (2005—2008)[39][40]
- Антон Кудряшов (2008)[41]
- Наталья Билан (2008—2012)[42][43]
- Наталия Короткова (2012[44]—2014)
- Лика Бланк (2014[45]—2016[46])
- Марина Хрипунова (с 18 июля 2016[47])

### Программные директора
- Анастасия Бялобжеская (2006[48]—2009)
- Наталия Короткова (2009—2012)[49]
- Марина Хрипунова (2012—2016)
- Ольга Шадрина (с 2016 года)

### Директор по маркетингу
- Ольга Карташкова (с 2014 года)

### Арт-директор
- Наталья Разуваева (с 2022 года)[50]

## Слоганы
- «Домашний — телеканал для домашних» (6 марта 2005 — 27 августа 2006)
- «Домашний — телеканал про жизнь» (28 августа 2006 — 31 августа 2009)
- «Новый год — самый домашний праздник» (зима 2008 — 2009; 2009 — 2010)
- «Мы любим жизнь» (1 сентября 2009 — 31 августа 2011)
- «Это жизнь» (1 сентября 2011 — 31 августа 2013)
- «Весна — пора меняться», «Весна — время меняться» (1 марта — 31 мая 2012)
- «Будь собой» (1 сентября 2013 — 14 октября 2014)
- «Всегда для женщин» (15 октября 2014 — 7 августа 2021)
- «Новый год — всегда для женщин» (15 декабря 2014 — 26 января 2015)
- «Весна близко» (15 февраля — 31 мая 2015)
- «Главный женский», «Главный турецкий» (с 7 августа 2021 года)

## Награды
Телеканал имеет премии в области телевизионного дизайна и промоушна, в частности Promax BDA и Promax UK, а проект канала, комедийное шоу «Одна за всех» дважды становился обладателем премии ТЭФИ.

## Портал Domashniy.ru
Domashniy.ru — интернет-ресурс для женщин. Был запущен 17 октября 2011 года. Не является традиционным сайтом телеканала, так как кроме информации о сериалах и шоу здесь выкладываются эксклюзивные статьи, советы экспертов по тематическим разделам «Еда», «Мода», «Здоровье», «Психология» и другим.